# Solange Troisier
Solange Troisier, née le 19 juillet 1919 à Paris 16e et morte le 9 septembre 2008 à Saint-Hymer, est une médecin et femme politique française. 
Elle est médecin militaire pendant la Seconde guerre mondiale, puis médecin des prisons avant de devenir inspecteur général des prisons, et première titulaire de la chaire de médecine pénitentiaire. Elle est députée UDR du Val-d'Oise de 1969 à 1973, et présidente du Conseil national des femmes françaises de 1976 à 1991.

## Biographie
Solange Troisier est née dans une famille de médecins, son père est le pneumologue Jean Troisier, directeur de laboratoire à l'Institut Pasteur. Tous deux sont liés à la princesse Marie Bonaparte. Elle est la petite fille de Charles Emile Troisier, membre de l'Académie de médecine, connu pour le ganglion de Troisier. Elle est également la petite-fille d'Emile Ollivier, Premier ministre de Napoléon III.  Au cours de la Seconde Guerre mondiale, elle prend part à la Résistance, puis intègre la 1re Armée française comme médecin militaire. Elle participe aux campagnes de France et d'Allemagne. Solange Troisier se spécialise ensuite en gynécologie, puis commence une carrière de médecin des prisons. 
Parallèlement, elle milite au sein du mouvement gaulliste et est élue députée UDR dans le Val-d'Oise (1968-1973). À la suite de l'assassinat du Dr Georges Fully en 1973, elle devient inspecteur général des prisons  et entreprend de nombreuses réformes touchant à la médecine en milieu carcéral. Elle est d'ailleurs en 1980 la première titulaire de la chaire de médecine pénitentiaire. En 1983, elle est inculpée lors du procès dit « des grâces médicales », au cours duquel un trafic de grâces au profit de détenus de droit commun avait été révélé, mais parvient à prouver son innocence et est relaxée.
Solange Troisier a été présidente du Conseil national des femmes françaises (CNFF) de 1976 à 1991.

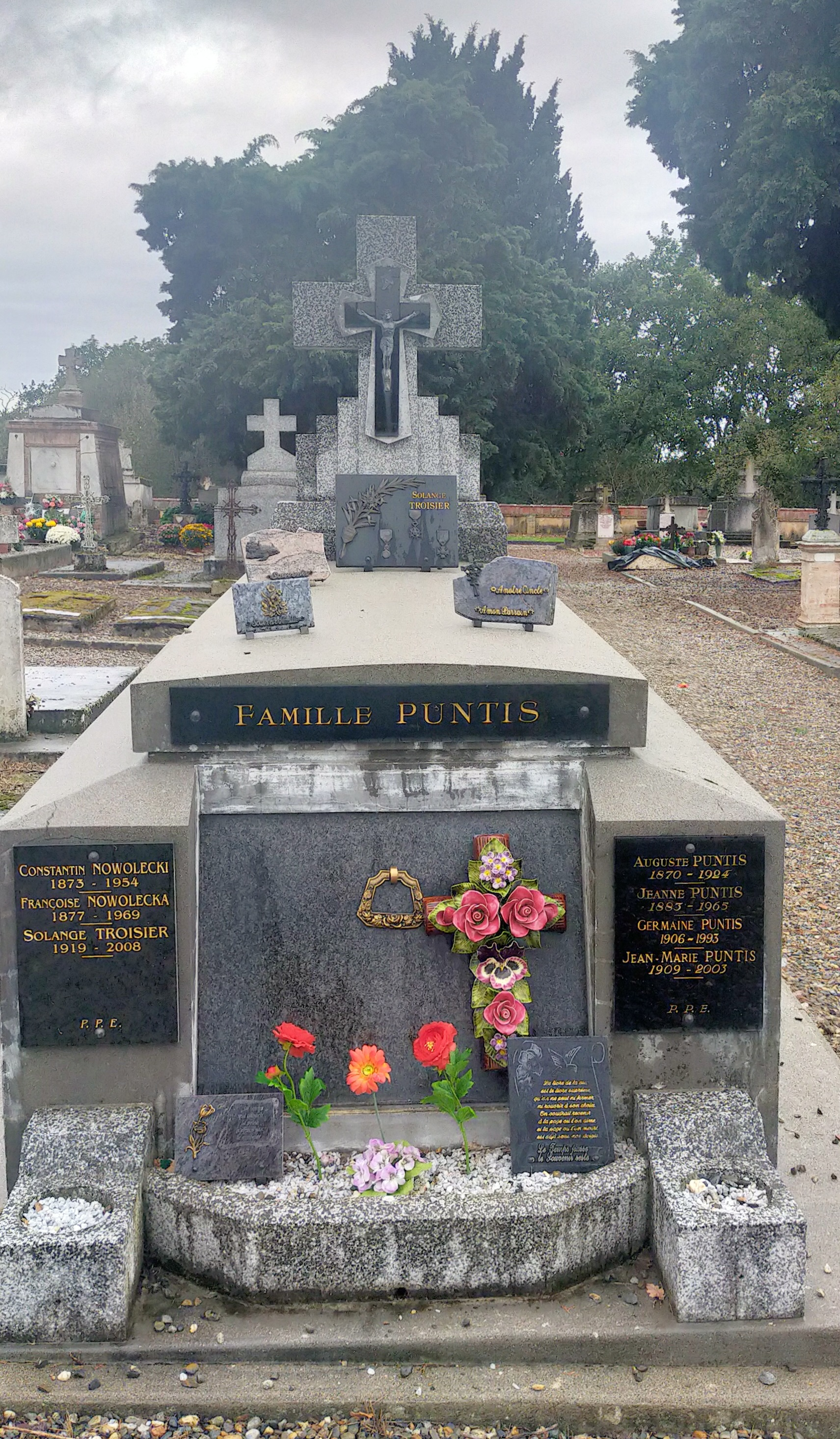
Tombe de Solange Troisier à Savenès (Tarn-et-Garonne).

Solange Troisier meurt le 9 septembre 2008 à Saint-Hymer, et est inhumée à Savenès (Tarn-et-Garonne).

## Décorations
- Grand officier dans l'ordre de la Légion d'honneur[6], 2005.
- Croix de guerre 1939-1945

## Œuvres
- 1985 : J'étais médecin des prisons : l'affaire des grâces médicales, la Table ronde
- 2003 : Une sacrée bonne femme, La Palatine